# Красные дипкурьеры
«Красные дипкурьеры» — советский художественный фильм, снятый в 1977 году.

## Сюжет
В основе фильма — реальная история гибели дипкурьера Теодора Нетте.
О бойцах дипломатического фронта, ведущих в 1920-е годы борьбу за становление и укрепление международного авторитета молодой Советской республики. Раненый красный командир получает назначение служить дипкурьером — ему, герою-орденоносцу, предложили стать почтальоном. Он отказывается, но, увидев в коридоре наркомата иностранных дел некролог, посвящённый погибшему дипкурьеру, соглашается. Тем временем враги Советского Союза не дремлют. Они нанимают трёх бывших белогвардейцев, чтобы на территории Латвии украсть очередную диппочту и убить сопровождающих.
Другими прототипами персонажей фильма, помимо Теодора Нетте, стали Андрей Богун и Владимир Урасов.

## В ролях
- Игорь Старыгин — Янис Ауринь (озвучивание: Ивар Калныньш)
- Михаил Матвеев — Василь Перегуда
- Леонид Неведомский — Курасов
- Эрнст Романов — полковник Тугарин
- Карлис Себрис — начальственный господин
- Владимир Вихров — прапорщик
- Наталья Вавилова — Лена
- Харий Лиепиньш — Цесарский
- Эдгар Лиепиньш — пьяница в ресторане
- Евгений Иванычев — поэт
- Ивар Калныньш — налётчик (озвучивание: Игорь Старыгин)
- Борис Рыжухин — Георгий Чичерин
- Юрис Стренга — представитель латвийской полиции
- Юрий Мажуга — есаул Максименко
- Борис Сабуров — делопроизводитель

## Съёмочная группа
- Авторы сценария: Эдуард Володарский, Анатолий Преловский
- Режиссёр: Виллен Новак
- Композитор: Александр Зацепин
- Тексты песен: Владимир Луговской, Илья Сельвинский
- Оператор: Вадим Авлошенко
- Художник: Георгий Юдин
- Монтажёр: Э. Майская
- Постановщик трюков: Олег Федулов
- Директор фильма: Леонид Волчков

В сцене арт-кафе звучат стихи Николая Клюева и Филиппа Шкулёва.

## Награды
1978 — 11 Всесоюзный кинофестиваль в Ереване: приз жюри за разработку историко-революционной темы.